# 葡萄十字

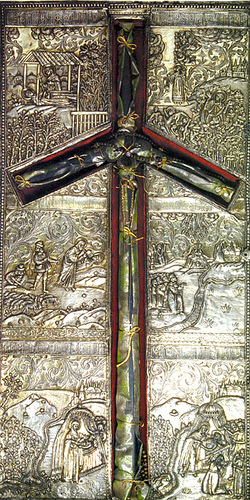
ブドウの十字架。トビリシ・シオニ大聖堂蔵。

葡萄十字（ぶどうじゅうじ、グルジア語: ჯვარი ვაზისა）は、グルジア正教会の主要なシンボルの一つである。「ブドウの十字架」とも表記され、「グルジアの十字架」や「聖ニノの十字架」としても知られている。この十字架は、4世紀頃にキリスト教がイベリア王国（カルトリ王国とも呼ばれる）の国教となった時期に遡ると考えられている。

## 形状と伝承
葡萄十字の際立った特徴は、水平部分が中央よりもやや下方に垂れ下がっている点にある。伝承によれば、4世紀初頭にカッパドキア出身の女性であり、グルジアの亜使徒光照者聖ニノが、この独特な形状のグルジアの十字架を用いてキリスト教の伝道を始めたとされる。伝説では、この十字架は聖ニノがイエスの母マリアからブドウの木で作られた十字架を受け取った、あるいは聖ニノ自身がムツヘタへ向かう途中で鍛造し、それを自身の髪と絡めて保管していたと伝えられている。聖ニノはグルジアへの伝道活動の際にこの十字架を携えてきた。しかし、下方に垂れ下がったこの独特の形状が文献に現れるのは、近世初期以降のことである。

## 歴史
伝記によると、聖ニノの十字架は541年までムツヘタのスヴェティツホヴェリ教会に保管されていた。ペルシア帝国の侵攻時、十字架はアルメニアによって奪われ、1124年にグルジア王ダヴィト4世がムスリムからアルメニアの都市アニを奪還するまで、アルメニアで保管された。その後、ダヴィト4世によって十字架はムツヘタへと返還された。14世紀初頭に在位したグルジア王ワフタング3世（在位1303年 - 1307年）は、聖ニノの生涯の一場面を描いた特別な包みに十字架を納めて祀った。17世紀から18世紀にかけて、グルジアがペルシアやオスマン帝国の侵攻にさらされる中、十字架はより安全な場所へと移された。具体的には、ゲルゲティ・トリニティ教会、次いでグルジア高地のアナヌリ教会、最終的にはモスクワへと移動した。1801年、ロシアへ亡命したゲオルゲ・バグラティオンは、ロシア皇帝アレクサンドル1世に十字架を献上した。グルジアがロシア帝国に併合された後、アレクサンドル1世は1802年にこの十字架をグルジアへ返還した。それ以来、十字架はグルジアの首都トビリシにあるシオニ大聖堂で現在も保管されている。